# 我是大侦探
《我是大侦探》，原名《全民大侦探》，是中国大陆湖南卫视与芒果TV联合推出的一档明星推理类真人秀节目，也是芒果TV自制综艺节目《明星大侦探》的姊妹篇。节目以“烧脑剧情”与“悬疑推理”为主打，结合电视剧与综艺节目的特点激发明星智慧与艺能的较量。《我是大侦探》由《明星大侦探》系列节目制作人何忱及其团队打造，2018年3月3日启动录制，2018年3月17日20:15播出先导片，2018年3月24日起每週六22:00接档《声临其境第一季》播出。

## 制作
与《明星大侦探》不同，《我是大侦探》将以电影级水准进行拍摄，并全程采用实景拍摄，根据每期剧情搭建不同实景。以首期节目为例，节目组在该期节目中还原了一个古代沙漠中的神秘客栈，大堂、客房、伙房等元素一应俱全，结构布局完全遵照一间客栈的应有标准而来。而在客栈的细节上，节目组也是精心打磨。伙房中的鱼、肉、蔬菜等物品是工作人员专程从菜市场购得，客房内竹简、笔墨纸砚、灶台、字画等物品一应俱全，节目组更是在客栈外搭建了一座骆驼棚，并在棚内饲养了几匹骆驼。整间客栈占地面积高达1000平方米，设计图纸30多张，整个搭建週期耗时一个多月，建筑内外道具多达上万件。
在节目形式上，《我是大侦探》除保留《明星大侦探》中的「角色扮演」、「演技比拼」、「推理角力」等经典元素之外，还将开创全民互动的新模式，使观众在观看节目的同时充分参与节目的推理过程。
此外，《我是大侦探》同步衍生节目《名偵探俱樂部Ⅱ》于每週六24:00在芒果TV上线播出，內容包括案件还原、明星幕后记录与精彩互动环节。揭秘明星玩家的节目台前幕后，多维度展现艺人的个性，探寻他们脱离角色之余本真的一面。而自第四案起，《我是大侦探》亦于每週一12:00在芒果TV上线播出《我是大侦探独享版》，由于不受播出时长的限制，故该版本内容较电视播出版删减较少，类似《明星大侦探》的剪辑方式，收录较细节的推理过程与被删减的搞笑桥段，并去除规则介绍、广告口播与下期预告。

## 节目形式
- 每期节目有六位明星玩家，在每期设置的游戏真实剧情中，一人扮演侦探，其他五人扮演角色，同为普通玩家。
  - 侦探也有角色劇情，或會與普通玩家有關連，但侦探角色會設定為有絕對不在場證明；但若六名玩家均沒有絕對不在場證明，則將同为普通玩家。
  - 普通玩家中隐藏着一名关键人物K，只有关键人物K可以说谎。玩家以投票方式指出关键人物K，侦探拥有两次投票权，普通玩家各一次投票权。只有成功检举关键人物K，玩家才能获胜。
  - 若六名玩家當中沒有偵探角色，即同為普通玩家，則所有玩家均各只有一次投票權。
- 代表智慧和勝利的金鑰匙：
  - 玩家先各自保管一枚金钥匙。玩家获胜，则侦探获得两枚金钥匙（若侦探仅投对一次则只能得到一枚金钥匙），投对的玩家各获得一枚金钥匙，投错的玩家及关键人物K归还金钥匙；关键人物K成功隐藏身份，则关键人物K获得一枚金钥匙，其余玩家归还金钥匙（若有两名关键人物K，则两名关键人物K各获得一枚金钥匙）。
  - 最终金钥匙累积数量最多的玩家将获得「全能推理王」的称号。
- 形式亦会按案件发展稍有变动：
  - 第12—13期【收官之战】中，六位明星玩家皆为侦探，并分为两队进行PK。截至第11期金钥匙累积数量最多的两名玩家自动成为两队队长，余下四名玩家自由选择要加入的队伍，每队没有人数要求。两队玩家根据现场状况以及搜寻的证据完成推理，找出隐藏在NPC中的关键人物K。收官之战共分为三轮，每轮各由一个独立的小案件组成。每轮成功检举关键人物K，整队成员各获得一枚金钥匙（搜证过程中成功开启金钥匙宝盒的玩家可额外获得一枚金钥匙）。

## 环节
常规节目
- 不在场证明阐述
- 第一轮现场搜证：
  - 六名玩家分为三组同时取证，每组限时十分钟，每人可拍摄十张照片。
  - 若为棚景案件或以棚景为主场景的案件，则会因场地狭小改为玩家分为两组轮流取证。
- 第一次集中推理：根据搜集到的线索完成推理。
- 侦探投出第一票：
  - 若案件中没有侦探，则取消此环节。
  - 侦探拥有两次投票权，在此环节侦探需隔着真相之门秘密投出第一票。
- 第二轮现场搜证：六名玩家集体进入现场搜证。
- 侦探一对一提问：侦探拥有单独提问普通玩家的权利。若案件中没有侦探，则取消此环节。
- 第二次集中推理：搜证后，六名玩家总结推理思路。
- 单独投票：三分钟单独现场搜证后，玩家逐一进行最后的非公开投票。
- 公布投票结果：得票最多的玩家前往真相之锁验证身份，遇到平票时则由未投此平票玩家的玩家决定最终结果。
- 真相公开：公布真正的关键人物K，获胜者可獲得代表智慧和勝利的金鑰匙。
  - 若检举成功，玩家勝出，投票正确的玩家保留金钥匙，若侦探两次投票均正确则额外获得一枚金钥匙，投錯的玩家及关键人物K歸還金钥匙。
  - 若检举失败，关键人物K勝出，关键人物K保留金钥匙，其他玩家歸還金钥匙。

收官之战
- 分组搜证：六名玩家进入现场分组搜证，十分钟后交换搜证。
- 单独投票：两组玩家逐一进行最后的非公开投票，每组限时五分钟并仅限一票。
- 真相公开：公布真正的关键人物K，获胜的队伍每人可获得一枚代表智慧和胜利的金钥匙。此外，在搜证过程中成功开启金钥匙宝盒的玩家可额外获得一枚金钥匙。

## 固定玩家
| 姓名     | 年龄           | 参与集数                  | 绰号                         | 备注                                                                    |
| 固定成员 |                |                           |                              |                                                                         |
| 何炅     | 1974年4月28日  | 全季                      | 搜证王 河馬兄妹 验锁钉子户   |                                                                         |
| 邓伦     | 1992年10月21日 | 全季                      | 膽小組合 全能推理王          |                                                                         |
| 马思纯   | 1988年3月14日  | 全季（除第1期）           | 河馬兄妹 膽小組合 全能直觉王 |                                                                         |
| 吴磊     | 1999年12月26日 | 全季（除第7、8期）        | 开锁王                       |                                                                         |
| 大张伟   | 1983年8月31日  | 全季（除第1、7、8、11期） | 接梗王                       |                                                                         |
| 韩雪     | 1983年1月11日  | 第1、3—6期                | 能力女神                     | 第二期聲演電台主播但並無參與破案； 第七期起因工作檔期安排再無參與出演。 |
| 常驻成员 |                |                           |                              |                                                                         |
| 张若昀   | 1988年8月24日  | 第1、2、11—13期           | 哈士奇男神                   | 原为第一期官宣成员，后因工作档期安排参与较少。                          |

## 节目列表
- 固定成员何炅、邓伦、马思纯、吴磊、大张伟和韩雪不列入嘉宾行列。
- 所有玩家代号以角色卡为准。

| 集数 | 案号 | 日期 （2018年）    | 主题           | 嘉宾               | 案件内容 | 案件内容 | 案件内容 | 案件内容 |
| 集数 | 案号 | 日期 （2018年）    | 主题           | 嘉宾               | 案件背景 | 侦探 | 普通玩家 | 真相还原 |
| 01   | 01   | 3月24日            | 有間客棧       | 张若昀 张天爱      | 賈府遺孤失蹤 特務張冷血（張若昀）受命将兵部尚書賈大人滅門，其後帶著贾府遗孤（李亦航、崔雅涵）逃到客棧，後贾府遗孤被关键人物K擄走。 | 張客官 張客官（張若昀），另一身份為鄧公公手下特務張冷血。 | 普通玩家 - 何孤獨（何炅） - 鄧冷漠（鄧倫） - 磊小二（吳磊） - 雪無情（韓雪） - 愛將軍（張天愛）                    | 結果 关键人物K：磊小二 检举失败 票数最高者：何孤独 |
| 02   | 02   | 3月31日            | 相約九八       | 张若昀             | 甄老闆受襲 1998年馬欄街甄粉世家的甄老闆（齊思鈞）被發現受襲昏倒於自己房間內，本案需找到襲擊他的关键人物K。 | 何主任 何主任（何炅） | 普通玩家 - 伦巴（邓伦） - 甄纯（马思纯） - 磊好哇（吴磊） - 大恰恰（大张伟） - 張狂（张若昀）                      | 结果 關鍵人物K：大恰恰 检举成功于2018年扮演1998年故事的人： - 甄弟→甄老闆 - 磊小帥→磊好哇 - 張小狂→張狂 - 小恰恰→大恰恰 實際案件是誰於2018年擊傷甄弟。 |
| 03   | 03   | 4月7日             | 奇妙博物館     | —                  | 馬欄之心失竊 著名收藏家大宝贝（大张伟）持有的「马栏之心」于抵达马栏博物馆后被盜，本案需找出偷走了「马栏之心」的關鍵人物K。 | 大宝贝 大宝贝（大张伟） | 普通玩家 - 何大嘴（何炅） - 鄧有味（邓伦） - 馬上演（马思纯） - 磊修修（吴磊） - 雪笑笑（韩雪）                    | 結果 關鍵人物K：雪笑笑 检举成功 關鍵性證據：雪笑笑房中打印機的歷史記錄是今天盜玉團（沒有找到） |
| 04   | 03   | 4月14日            | 奇妙博物館     | —                  | 古畫被毀壞 以甄激動（李莎旻子）為館長的马栏博物馆實為多年前「馬欄學院」遺址，隱藏於承重柱中的「蓬莱仙境图」被發現以美術刀划壞，本案需找出毀畫的關鍵人物K。 | — | 普通玩家 - 何大嘴（何炅） - 鄧有味（邓伦） - 馬上演（马思纯） - 磊修修（吴磊） - 大宝贝（大张伟） - 雪笑笑（韩雪） | 结果 关键人物K：雪笑笑（马画） 检举成功註：首次从一开始便没有侦探，六名玩家皆为普通玩家。 |
| 05   | 04   | 4月21日            | 神秘度假村     | —                  | 甄保安受袭 甄保安于畅轻度假村在后台受袭昏倒，本案需找到袭击他的关键人物K。 | 磊好棒 磊好棒（吴磊） | 普通玩家 - 何首乌（何炅） - 邓芯糕（邓伦） - 马大哈（马思纯） - 大马哈（大张伟） - 雪糕（韩雪）                    | 結果 關鍵人物K：马大哈 检举失败 票数最高者：何首乌 |
| 06   | 04   | 4月29日 （星期日） | 神秘度假村     | —                  | 甄愛受袭 畅轻度假村總經理甄愛（严令令）被發現受袭昏倒于房內的床底下，本案需找到袭击她的关键人物K。 | 雪糕 雪糕（韩雪），上期普通玩家之一。 | 普通玩家 - 何首乌（何炅） - 邓芯糕（邓伦） - 马大哈（马思纯） - 磊好棒（吴磊） - 大马哈（大张伟）                  | 结果 关键人物K：邓芯糕 检举失败 票数最高者：何首乌 |
| 07   | 05   | 5月5日             | 走不出的古宅   | 魏大勋 白敬亭 杨幂 | 甄心受袭 马栏古宅的女主人甄心（張曼）被发现受袭昏倒于自己房间内，本案需找到袭击她的关键人物K。 | 邓大胆 邓大胆（邓伦） | 普通玩家 - 何快乐（何炅） - 马助理（马思纯） - 魏了爱（魏大勋） - 白梦想（白敬亭） - 幂月（杨幂）                  | 结果 关键人物K：魏了爱 检举失败 關鍵性證據：魏了爱房中的口罩（沒有找到）、藥劑刻度沒有發生變化（白夢想找到） 票数最高者：何快乐 |
| 08   | 05   | 5月12日            | 走不出的古宅   | 魏大勋 白敬亭 杨幂 | 甄心受袭 因车祸而暂时失去记忆并化名为幂月来到马栏古宅的甄心（杨幂）被发现受袭昏倒于自己房间内，本案需找到袭击她的关键人物K。 | 魏了爱 魏了爱（魏大勋），上期案件中的关键人物K。 | 普通玩家 - 何快乐（何炅） - 邓大胆（邓伦） - 马助理（马思纯） - 白梦想（白敬亭） - 幂月（杨幂）                    | 结果 关键人物K： 帮凶者：甄心 犯案者：马助理 检举成功註：首次出现两名关键人物K，甄心于本案主动放弃自己的投票权。 本案在兩期中分別有三人使用甄心之名出現，使案情更為複雜：甄心身份 - 賈心：上期案件受害人。原是孤兒，後被甄心收留；借甄心之名發佈金斧招夫新聞稿，將各未婚夫引到現場。 - 甄心：本案兩期的普通玩家。古宅女主人，患有罕見疾病無臉症，面容扭曲，所以常戴著頭盔，故事前期因車禍接受整容手術意外獲得冪月的容貌，並扮成冪月隱藏身份。 - 冪月：本期案件受害人。魏了愛的真正妻子，多年前海難中失蹤，剛甦醒來到古宅被本案的K襲擊並偽裝為甄心。 |
| 09   | 06   | 5月19日            | 鸟布拉市奇遇记 | 黄磊               | 甄四八晕倒 MLS48成员甄四八于表演过程中突然晕倒，本案需找到導致她暈倒的关键人物K。 | 何必 何必（何炅） | 普通玩家 - 伦比（邓伦） - 马阑珊（马思纯） - 吴语（吴磊） - 大光圈（大张伟） - 黄逗（黄磊）                        | 结果 关键人物K：吴语 检举成功 |
| 10   | 06   | 5月26日            | 鸟布拉市奇遇记 | 黄磊               | 甄香被綁架 因故离开鸟布拉市的甄香于返回鸟布拉市后遭人绑架，本案需找到綁架她的关键人物K。 | 马阑珊 马阑珊（马思纯），上期普通玩家之一。 | 普通玩家 - 何必（何炅） - 伦比（邓伦） - 吴语（吴磊） - 大光圈（大张伟） - 黄逗（黄磊）                            | 结果 关键人物K：伦比 检举成功 關鍵性證據：在漏斗上找到衣服斷線，與伦比房中衣櫃内的服裝吻合（吳語找到）註：本案中，吴语在单独搜证环节搜到了伦比是关键人物K的关键性证据，但由于顾及到与哥哥伦比之间的感情，所以选择将票投给自己。 本案受害人甄香实为关键人物K聘请的演员，借此营造出甄香被绑架的假象，从而保护真正的甄香不受伤害。 |
| 11   | 07   | 6月2日             | 毕业十年       | 张若昀 林更新      | 甄可爱受袭 甄可爱（罗予彤）男友高手于十年前在狄仁街被摔成植物人，甄可爱为找出肇事者从而在仓库復原了当时街上的情形，却在准备时受袭昏倒于仓库内，本案需找到袭击她的关键人物K。 | 吴侦探 吴侦探（吴磊） | 普通玩家 - 何门面（何炅） - 邓游戏（邓伦） - 马头琴（马思纯） - 张贴膜（张若昀） - 林克（林更新）                  | 结果 关键人物K：马头琴 检举成功註：首次于实景内搭建迷你棚景，并以该棚景作为主场景。 于十年前导致高手被摔成植物人的肇事者也是本案关键人物K马头琴。 |
| 12   | 08   | 6月9日             | 收官之战       | 张若昀             | 三扇劇情之門 收官之战由三个独立的小案件组成，六名玩家将作为侦探全程参与其中，而关键人物K则会隐藏在NPC当中。引发各案件的原因及各案件嫌疑人名单如下：輕生活派對 - 案件：甄养女被傷 - 背景：在派對現場表演中的甄养女（李璐尔）被舞台上突然掉落的吊灯砸傷晕倒，本案需找到导致她受傷的关键人物K。 - 嫌疑人： - 涵千金（张韶涵） - 菲表妹（李浩菲） - 畅轻管家（马思超） - 刘助理（刘学铨） 男团出道 - 案件：甄练习受袭 - 背景：甄练习于男团出道选拔现场在排练厅内受袭昏倒，本案需找到袭击他的关键人物K。 - 嫌疑人： - 涵导师（张韶涵） - 金导师（金靖） - 魏练习（魏巡） - 姜练习（姜钰） 偵探的慶功宴 - 案件：甄店长被伤 - 背景：甄店长（刘凯瑞）于自己的餐廳求婚现场在就餐过程中突然晕倒，本案需找到导致他晕倒的关键人物K。 - 嫌疑人： - 高兴（陈翔） - 高雅（卢杉） - 涵服务（张韶涵） | 各玩家 在收官之战中，六名玩家皆为侦探，并分为两队进行PK。此前金钥匙累积数量最多的两位玩家自动成为两队队长，余下四位玩家自由选择要加入的队伍，每队没有人数要求。最终分队情况如下：邓伦队 - 吴磊 - 张若昀 马思纯队 - 何炅 - 大张伟 | — | 结果 各案件结果如下：輕生活派對 关键人物K：畅轻管家 邓伦队检举成功 马思纯队检举对象：刘助理男团出道 关键人物K：金导师 马思纯队检举成功 邓伦队检举对象：魏练习偵探的慶功宴 关键人物K：高兴 全员检举成功 最终，邓伦获得本季「全能推理王」的称号。 |
| 13   | 08   | 6月16日            | 收官之战       | 张若昀             | 三扇劇情之門 收官之战由三个独立的小案件组成，六名玩家将作为侦探全程参与其中，而关键人物K则会隐藏在NPC当中。引发各案件的原因及各案件嫌疑人名单如下：輕生活派對 - 案件：甄养女被傷 - 背景：在派對現場表演中的甄养女（李璐尔）被舞台上突然掉落的吊灯砸傷晕倒，本案需找到导致她受傷的关键人物K。 - 嫌疑人： - 涵千金（张韶涵） - 菲表妹（李浩菲） - 畅轻管家（马思超） - 刘助理（刘学铨） 男团出道 - 案件：甄练习受袭 - 背景：甄练习于男团出道选拔现场在排练厅内受袭昏倒，本案需找到袭击他的关键人物K。 - 嫌疑人： - 涵导师（张韶涵） - 金导师（金靖） - 魏练习（魏巡） - 姜练习（姜钰） 偵探的慶功宴 - 案件：甄店长被伤 - 背景：甄店长（刘凯瑞）于自己的餐廳求婚现场在就餐过程中突然晕倒，本案需找到导致他晕倒的关键人物K。 - 嫌疑人： - 高兴（陈翔） - 高雅（卢杉） - 涵服务（张韶涵） | 各玩家 在收官之战中，六名玩家皆为侦探，并分为两队进行PK。此前金钥匙累积数量最多的两位玩家自动成为两队队长，余下四位玩家自由选择要加入的队伍，每队没有人数要求。最终分队情况如下：邓伦队 - 吴磊 - 张若昀 马思纯队 - 何炅 - 大张伟 | — | 结果 各案件结果如下：輕生活派對 关键人物K：畅轻管家 邓伦队检举成功 马思纯队检举对象：刘助理男团出道 关键人物K：金导师 马思纯队检举成功 邓伦队检举对象：魏练习偵探的慶功宴 关键人物K：高兴 全员检举成功 最终，邓伦获得本季「全能推理王」的称号。 |

## 金钥匙总榜单
| 排名 | 姓名   | 身份 | 案件数 | 金钥匙数量 |
| 1    | 邓伦   | 固定 | 13     | 11         |
| 2    | 何炅   | 固定 | 13     | 10         |
| 2    | 马思纯 | 固定 | 12     | 10         |
| 4    | 大张伟 | 固定 | 9      | 8          |
| 5    | 吴磊   | 固定 | 11     | 6          |
| 6    | 张若昀 | 常驻 | 5      | 4          |
| 7    | 魏大勋 | 嘉宾 | 2      | 3          |
| 8    | 黄磊   | 嘉宾 | 2      | 2          |
| 9    | 白敬亭 | 嘉宾 | 2      | 1          |
| 10   | 韩雪   | 固定 | 5      | 0          |
| 10   | 杨幂   | 嘉宾 | 2      | 0          |
| 10   | 张天爱 | 嘉宾 | 1      | 0          |
| 10   | 林更新 | 嘉宾 | 1      | 0          |

## 收视率
| 中国大陆 湖南卫视 首播收视率 |               |        |          |        |           |           |           | |
| 集數                         | 播出日期      | CSM52  | CSM52    | CSM52  | CSM全国网 | CSM全国网 | CSM全国网 | 備註 |
| 集數                         | 播出日期      | 收視率 | 收視份額 | 排名   | 收視率    | 收視份額  | 排名      | 備註 |
| 1                            | 2018年3月24日 | 0.905  | 5.85     | 4      | 0.83      | 6.3       | 1         | 《我是大侦探前传》未计入排名，前传52城收视率及份额分别为1.030/4.19，全国网收视率及份额分别为1.09/4.79 江苏《有话非要说》复播 |
| 2                            | 2018年3月31日 | 0.955  | 6.34     | 2      | 0.65      | 5.26      | 1         | 浙江《异口同声》暂停播映 |
| 3                            | 2018年4月7日  | 0.519  | 4.27     | 5      | 0.31      | 3.05      | 1         | 江苏《有话非要说》完结 浙江《异口同声》复播                                                                                  |
| 4                            | 2018年4月14日 | 0.812  | 5.55     | 4      | 0.64      | 4.98      | 1         | 浙江《二十四小时第三季》22:00播出收官篇，《异口同声》前移至20:30播出                                                         |
| 5                            | 2018年4月21日 | 0.826  | 5.59     | 4      | 0.63      | 5.16      | 1         | 江苏《无限歌谣季》开播 浙江《异口同声》后移至21:10播出                                                                       |
| 不適用                       | 2018年4月28日 | 不適用 | 不適用   | 不適用 | 不適用    | 不適用    | 不適用    | 浙江《高能少年团第二季》20:30开播，《异口同声》后移至22:00播出                                                               |
| 6                            | 2018年4月29日 | 0.607  | 4.24     | 8      | 0.68      | 5.38      | 1         | 因频道特殊编排，本期节目于週日22:00播映                                                                                      |
| 7                            | 2018年5月5日  | 0.814  | 5.16     | 5      | 0.78      | 5.81      | 1         | |
| 8                            | 2018年5月12日 | 0.808  | 5.65     | 7      | 0.84      | 6.9       | 1         | 浙江《异口同声》完结 |
| 9                            | 2018年5月19日 | 0.923  | 6.85     | 4      | 0.68      | 5.91      | 1         | |
| 10                           | 2018年5月26日 | 0.758  | 5.61     | 7      | 0.65      | 5.61      | 1         | |
| 11                           | 2018年6月2日  | 0.788  | 5.54     | 10     | 0.8       | 6.56      | 1         | 浙江《最优的我们》开播 |
| 12                           | 2018年6月9日  | 0.894  | 6.02     | 6      | 0.87      | 6.61      | 1         | |
| 13                           | 2018年6月16日 | 0.667  | 3.35     | 5      | 0.66      | 4.08      | 1         | |

1. 同时段或交叉时段主要节目：
  - 浙江卫视：《异口同声》／《二十四小时3》／《最优的我们》
  - 江苏卫视：《有话非要说》／《无限歌谣季》
2. 数据由广视索福瑞提供，调查范围为四岁以上之观众。
3. 以上收视排名不包括央视在内。
4. 资料来源：卫视这些事儿、卫视小露电、潇湘卧龙、湖南卫视官方微信（ID：happychina1997）。
5. 排名为週六晚间所有综艺节目的排名，并不一定为同一时段。

## 宣传活动
| 播出时间      | 活动           | 出席演员                 |
| ------------- | -------------- | ------------------------ |
| 2018年3月24日 | 《快乐大本营》 | 何炅、韩雪、邓伦、马思纯 |